# Eicosadiensäure
Eicosadiensäure ist eine zweifach ungesättigte Fettsäure in der Gruppe der Omega-6-Fettsäuren und Alkadiene.

## Isomere
Eicosadiensäure hat zwei Doppelbindungen, die in cis- oder trans-Konfiguration vorliegen können.
Die Diensäure mit zwei cis-Doppelbindungen ist ein Isomer der Keteleeronsäure, (5Z,11Z)-Eicosadiensäure.

## Vorkommen
(11Z,14Z)-Eicosadiensäure kommt verestert als Triacylglycerid im Samenöl von verschiedenen Koniferen-Arten in Mengen von bis ca. 25 % vor, sowie in anderen Pflanzen. In geringen Mengen kommt sie im Schwarzkümmelöl (Nigella), Pinienkernöl (Pinus), Leindotteröl  (Camelina sativa), Krambe- (Krambe)  und Korianderöl (Coriandrum sativum) sowie im Borretschsamenöl (Borago officinalis) vor.